# Nick MacKenzie
Nick MacKenzie (eigentlich Nick van den Broeke, * 2. März 1950 in Bandung, Indonesien) ist ein niederländischer Sänger.

## Leben
Im Alter von 15 Jahren war MacKenzie Sänger der Gruppe Secrets. Danach wechselte er zu einer Band namens Road, die 1971 einen Charthit mit dem Lied Never Leave Me Lonely hatte, das Platz 15 der niederländischen Hitparade erreichte. Im Anschluss widmete er sich seiner Solokarriere.
Mit dem Lied One Is One, das im Sommer 1973 auf Platz 2 der holländischen Charts stand, hatte Nick MacKenzie seinen ersten Top-10-Hit. Ende des Jahres folgte Juanita auf Platz 5. Im Februar des Folgejahres stieg das Lied auch in die deutschen Charts und erreichte dort Platz 4. Ein weiterer Top-10-Hit in der Heimat war wenige Wochen später Peaches on a Tree (Platz 5). In Deutschland platzierte sich die Single im Mai 1974 in den Top 30 (Platz 28).
Zwar konnten sich auch die Titel In Old Mexico und Hug Me im selben Jahr in den Hitparaden beider Länder platzieren, sie erreichten jedoch nur noch mittlere Positionen. Das deutschsprachige Der Apfel fällt nicht weit vom Stamm und die Single Tell the World waren Ende des 1974 nur kleine Erfolge in Deutschland. Ein letzter Charterfolg gelang MacKenzie 1980, als Hello, Good Morning auf Platz 34 in Holland stand.
Nick MacKenzie lebt heute in Leepelstraat (Bergen Op Zoom), Holland.

## Diskografie

### Alben
- 1973: Nick Mackenzie
- 1975: Tell the World…
- 1980: Hello, Good Morning
- 1982: The Leaves Are Falling
- 1990: Inspiration
- 1995: The Best & More Today
- 1997: Saved By The Grace
- 2000: Night Live
- 2010: Mystique
- 2013: Mystery

### Kompilationen
- 1975: Topparade 2 (mit Jack Jersey und André Moss)
- 1996: De grootste hits van…
- 1996: Hello Good Morning
- 1997: Best of Nick Mackenzie
- 1998: Zijn Allergrootste Successen

### Singles
| Jahr | Titel                                | Höchstplatzierung, Gesamtwochen, AuszeichnungChartplatzierungen (Jahr, Titel, Platzierungen, Wochen, Auszeichnungen, Anmerkungen) | Höchstplatzierung, Gesamtwochen, AuszeichnungChartplatzierungen (Jahr, Titel, Platzierungen, Wochen, Auszeichnungen, Anmerkungen) | Anmerkungen                                  |
| Jahr | Titel                                | DE | NL | Anmerkungen                                  |
| ---- | ------------------------------------ | --- | --- | -------------------------------------------- |
| 1973 | One Is One Nick Mackenzie            | — | NL2 (15 Wo.)NL |                                              |
| 1973 | Juanita Nick Mackenzie               | DE4 (28 Wo.)DE | NL5 (13 Wo.)NL | Charteintritt in DE: 1974 (deutsche Version) |
| 1974 | Peaches on a Tree Nick Mackenzie     | DE28 (6 Wo.)DE | NL5 (7 Wo.)NL |                                              |
| 1974 | In Old Mexico Tell the World…        | DE40 (5 Wo.)DE | NL21 (5 Wo.)NL |                                              |
| 1974 | Hug Me Tell the World…               | DE47 (2 Wo.)DE | NL19 (5 Wo.)NL |                                              |
| 1974 | Der Apfel fällt nicht weit vom Stamm | DE47 (1 Wo.)DE | — | deutsche Version von Peaches on a Tree       |
| 1975 | Tell the World Tell the World…       | DE50 (1 Wo.)DE | — |                                              |
| 1980 | Hello, Good Morning                  | — | NL34 (3 Wo.)NL |                                              |

Weitere Singles
- 1975: Please Let Me Come on Board
- 1976: Lovely Lady Woman
- 1979: Mary
- 1980: Hallo, was machen wir heute
- 1981: So heiß wie die Sonne
- 1981: Margie
- 1982: Zeig’ mir den Samba
- 1982: Teach Me the Samba
- 1985: Love Light
- 1996: Lembo Tree
- 1997: Long Distance Heartbreak
- 2019: Cabo San Lucas
- 2021: American Saturday Night